# WDR-Musikfest
Das WDR-Musikfest war eine regelmäßige Musikveranstaltung in Nordrhein-Westfalen. Sie geht zurück auf die im Jahr 1984 durch Initiative und mit Unterstützung des Westdeutschen Rundfunks Köln (WDR) gegründeten Konzertreihen mit dem Titel das „Rheinische Musikfest“ und das „Westfälische Musikfest“. Beide Einzelveranstaltungen wurden seit 2006 nun vollends unter der Gesamtverantwortung des WDR zusammengeführt und seitdem auch offiziell als „WDR-Musikfest“ bezeichnet. Mit dem Musikfest 2009 in Münster wurde die Veranstaltung aufgrund konkurrierender Events nicht mehr fortgeführt. 

## Geschichte
Nach 1958 wurde das traditionelle und mit 112 Veranstaltungen im Verlauf von 150 Jahren etablierte Niederrheinische Musikfest eingestellt, da der Organisationsaufwand anwuchs und gleichzeitig die Sponsorengelder immer spärlicher flossen und damit einhergehend die Motivation der Stadträte nachließ. Ferner wurden jetzt auch zahlreiche meist lokale Musikfeste wie beispielsweise das Beethovenfest in Bonn und die Ruhrfestspiele in Recklinghausen zum Publikumsmagnet und bildeten daher eine ernstzunehmende Konkurrenz. Gleiche Erfahrungen wurden auch mit dem Westfälischen Musikfest gemacht, welches in den Jahren von 1852 bis 1909 stattgefunden hatte. Eine Neuauflage der beiden traditionellen Musikfeste verdankte das Rheinland schließlich vor allem dem aufstrebenden Tourismus und dem Einfluss der Gastronomischen Betriebe. Große Brauereien, Hotelketten, Verkehrsbetriebe oder regionale Energieversorger gehörten seit den achtziger Jahren neben den offiziellen Institutionen zu den häufigsten Sponsoren der frühsommerlichen Konzertreihen. Infolge dieser Unterstützung sprang zunächst zeitweilig der Allgemeine Deutsche Musikverein als Veranstaltungsleiter ein. Der Durchbruch kam aber mit dem Engagement des Westdeutschen Rundfunks aus Köln, nachdem dieser sich der Sache angenommen hatte und im Jahr 1984 das „Rheinische Musikfest“, sowie das „Westfälische Musikfest“ neu auflegte, die schließlich ab 2006 unter dem gemeinsamen Namen „WDR-Musikfest“ fortgeführt wurden. Das WDR-Musikfest wurde seitdem mit Ausnahme der Jahre, in denen in Köln die MusikTriennale Köln stattfand, jährlich im Mai/Juni über zwei bis drei Wochen in wechselnden Städten Nordrhein-Westfalens veranstaltet. Dabei war die Veranstaltung nicht nur auf die gastgebende Stadt als „Oberzentrum“ begrenzt, sondern die gesamte Region sowie die umliegenden Orte und Gemeinden wurden einbezogen. Nachdem 2010 die MusikTriennale Köln eingestellt und stattdessen ab 2011 das jährlich stattfindende Festival "ACHT BRÜCKEN" in Köln initiiert wurde, kam es zu keiner neuen Auflage des WDR-Musikfestes.   

## Charakteristik
Das WDR-Musikfest beschränkte sich im Gegensatz zu seinen Vorläuferveranstaltungen nicht mehr allein auf die großen Werke der Klassischen Musik und der Geistlichen Musik, sondern es kamen auch Werke der Avantgarde, der Filmmusik, des Jazz sowie Crossover-Konzerte und Rock- und Popmusik zur Aufführung. Innerhalb der einzelnen Musiksparten wurden nicht nur die traditionellen Werke gespielt, sondern es wurde auch neueren Komponisten wie beispielsweise Manfred Leuchter, E. Jonasson, Radu Malfatti, Christian Banasik, Helmut Oehring, Karl-Heinz Blomann und vielen anderen Komponisten Gelegenheit gegeben, Erstaufführungen oder Neuauflagen vorzubringen. Ebenso fanden immer wieder junge Interpreten wie beispielsweise Daniel Gloger (Countertenor), Birgitta Wollenweber (Klavier), Jaap Blonk (Saxophon), Albrecht Maurer (Violine), Jean Claude Séférian, (Chanson) sowie junge und neue Musikensembles wie beispielsweise das Xyrion Trio (Klassik), das „Thürmchen Ensemble“ (Zeitgenössische Musik), die Gruppe „I Villani“ (Alte Musik), das „Studium Chorale“ aus Maastricht (a cappella) ebenso wie zahlreiche U- und E-Musikgruppen eine willkommene Chance, ihr Können vorzutragen. Dabei traten nicht nur verstärkt die jeweiligen regionalen Gruppierungen auf, sondern der WDR unterstützte mit seinem WDR Sinfonieorchester Köln oder seinem WDR Rundfunkorchester Köln ebenso die jeweiligen Veranstaltungen wie der Landesjugendchor. Neben den etablierten Berufsmusikern waren es vor allem die zahlreichen Musikamateure und Amateurgruppen, die das WDR-Musikfest mit ihrem unbekümmerten Auftreten belebten. Die einzelnen Konzerte und Auftritte wurden dabei zum größten Teil von den verschiedenen Hörfunksendern des WDR sowie vom WDR Fernsehen aufgezeichnet und ausgestrahlt.
Durch diese Ausdehnung des WDR-Musikfestes mit fast allen Musikrichtungen auf zahlreichen Veranstaltungsplätzen über mehrere Wochen hin wurde dem Bestreben nach touristischer Attraktion und dem Erreichen möglichst aller Bevölkerungsschichten Rechnung getragen.

## Veranstaltungen
- Rheinisches Musikfest (1984–2005)
  - 1984 Düsseldorf; 1985 Duisburg; 1987 Köln, 1988 Düsseldorf; 1989 Aachen; 1991 Köln; 1992 Mönchengladbach; 1993 Essen, 1996 Köln; 1997 Wuppertal; 1999 Duisburg; 2002 Aachen, 2005 Bonn,

- Westfälisches Musikfest (1986–2003)
  - 1986 Gelsenkirchen; 1990 Bielefeld; 1994 Bielefeld; 1998 Münster; 2001 Hagen/Iserlohn; 2003 Bielefeld;

- WDR-Musikfest (ab 2006)
  - 2006 Siegen; 2008 Duisburg; 2009 Münster

Anmerkungen: Im Jahr 1995 fiel das Rheinische Musikfest wegen der Neuauflage des Beethovenfestes nach längerer Pause in Bonn aus und in den Jahren 2000, 2004, 2007 und 2010 wurden wegen der MusikTriennale Köln keine Musikfeste vergeben.